# El Cocoyul
El Cocoyul är en ort i Mexiko.   Den ligger i kommunen Malinaltepec och delstaten Guerrero, i den sydöstra delen av landet, 270 km söder om huvudstaden Mexico City. El Cocoyul ligger 1 069 meter över havet och antalet invånare är 436.
Terrängen runt El Cocoyul är kuperad åt sydväst, men åt nordost är den bergig. Terrängen runt El Cocoyul sluttar söderut. Runt El Cocoyul är det ganska glesbefolkat, med 45 invånare per kvadratkilometer. Närmaste större samhälle är El Rincón, 5,4 km sydost om El Cocoyul. Omgivningarna runt El Cocoyul är en mosaik av jordbruksmark och naturlig växtlighet.